# Live coding
Live coding es la práctica artística para generar música, imagen, coreografía y texto a través de dar instrucciones a computadoras en forma de algoritmos. Escribir instrucciones algorítmicas en forma de código fuente para reescribirlas mientras la performance sucede y la instrucción es ejecutada. Esta práctica está relacionada con la improvisación y la modificación de los datos de entrada y de salida, así como con la generación y modificación de código desde cero o from scratch. El live coding se enfoca en el proceso de escribir código con fines creativos más que en la concreción de un resultado, lo que resulta en una práctica de exploración del sonido, la imagen, el movimiento y el lenguaje.
El live coding tiene varios rasgos a destacar, entre ellos está la posibilidad de modificar los algoritmos a medida que se ejecutan. Un segundo aspecto interesante es que en las performances se suele proyectar la pantalla donde se está escribiendo el código, permitiendo a la audiencia ver las modificaciones de quien 'livecodea'. Un tercer rasgo de esta práctica es que al abarcar diversas disciplinas artísticas, las proyecciones antedichas pueden incluir varias capas de código pertenecientes a las disciplinas involucradas.  En síntesis, el live coding nos ofrece la posibilidad de generar performances audiovisuales en entornos de programación y, a su vez, es un campo fecundo para desarrollar el trabajo interdisciplinario a partir de la mixtura de lenguajes y técnicas.

## Orígenes
El término live coding comenzó a utilizarse alrededor del año 2003 para referirse a una práctica musical con computadoras de carácter improvisatorio. En el año 2004 se organizó el primer encuentro académico dedicado al live coding llamado Changing Grammars - A Live Audio Programming Symposium en HFBK Hamburgo. Ese año, durante el simposio, se conformó el colectivo Toplap con la intención de promocionar y definir el live coding. Para ello, los integrantes de recién formado colectivo escribieron un manifiesto, el cual ha sido el documento de referencia para la práctica a lo largo de los años.

## Latinoamérica
En América Latina los espacios de colaboración han aparecido inicialmente en Argentina, Colombia y México como puntos clave para el desarrollo de propuestas locales, para luego pasar a Brasil, Costa Rica, Perú, Chile, Bolivia y Ecuador. Grupos como Colectivo de Livecoders o CLiC han permitido el entrelazamiento de propuestas a nivel latinoamericano y global.

### Argentina
El Colectivo de Live Coders CLiC comenzó a difundir el live coding en el año 2018 en La Plata.

### Brasil
En Brasil el colectivo Algorave Brasil realiza un encuentro anual dedicado al live coding en el contexto del Algorave. También está el grupo Live Coding @ IMPA en Río de Janeiro.

### Chile
En Chile la práctica de live coding tiene su epicentro en la ciudad de Valdivia desde donde es promovida por figuras como Christian Oyarzún, Alejandro Albornoz Rojas, Jorge Forero e Hypereikon.

### Colombia
El grupo Alg0ritmos es un colectivo formado en el 2014 en Medellín. Sus integrantes comenzaron a difundir la práctica del live coding orientado a la música electrónica bailable en esa ciudad. La plataforma Platohedro también ha organizado cursos, conciertos y residencias dedicadas al live coding en esa ciudad.

### Costa Rica
El colectivo Tacacocodin conformado por Randall Sáenz, Pablo Cianca, Johann Stolz y José Pablo Sáenz han difundido el live coding sonoro y visual en Costa Rica.

### México
La escena de live coding en México comenzó en 2008 con el Taller de Audio (actualmente Laboratorio de Audio) del Centro Multimedia del CENART, con posteriores eventos mensuales entre los años 2010 y 2014 con sesiones de 15 minutos de live coding from scratch. Durante esas fechas Alexandra Cárdenas, Mitzi Olvera, Elizabeth Cacho y Mar Santiago fueron unas de las primeras participantes en las sesiones de live coding. Posteriormente Alexandra Cárdenas y el colectivo RGGTRN, formado por Marianne Teixido, Jessica Rodríguez, Emilio Ocelotl y Luis Navarro, comenzarían a impartir talleres de live coding en México y otros países de Latinoamérica.
En noviembre del 2012 el Centro Multimedia del CENART organizó el primer Simposio Internacional de Música y Código /*vivo*/  con temática dedicada al live coding. Este simposio tuvo una segunda (2013) y tercera edición (2014).
El primer lenguaje para audio con el que se hizo live coding en México fue SuperCollider. Ernesto Romero y Ezequiel Netri comenzaron a impartir los primeros cursos en el Taller de Audio del CMM del CENART. El primer lenguaje de programación para visuales utilizado en el CMM para hacer live coding fue Fluxus; Luis Navarro del Ángel fue quien comenzó a impartir los primeros talleres de este software. Las primeras presentaciones de live coding audiovisual en México las realizó el grupo mU formado por Ernesto Romero, Ezequiel Netri y Eduardo Melendez (2006), y años más tarde (2010) Hernani Villaseñor y Luis Navarro presentan SuperFluxider en la Escuela de Artes La Esmeralda del CENART.
El 8 de noviembre del 2013 se realiza La noche de las luciérnagas, concierto organizado por el IFAL México y el Centro Multimedia, algunos de los artistas y colectivos que participaron fueron: LiveCodeNet Ensamble, lqra, 'bo, .buj, Diego Acevedo, Karen del Valle, Dora Bartilotti, Rodrigo Ramírez (yecto), Israel Noguez y Mauricio Colin.
Además de estos espacios, se pueden identificar otras líneas donde el uso de código en vivo fue creado, utilizado y presentado:
- En la Universidad de Guanajuatoo, Roberto Morales enseña SuperCollider; más tarde, algunos de sus alumnos crean el colectivo Rorschach_3.0.[15] Dos de sus miembros, Benjamín y Tomas Sánchez Lengeling presentan varios talleres en el CENART sobre Processing, programando varias librerías de visuales generativos (una para Kinect y Processing, y otra para audiovisuales interactivos) entre los años 2011-2013.[16]
- En la UNAM, el Seminario de Investigación en Música y Matemáticas (SEMIMUTICAS)[17] comienza a realizar actividades como talleres y presentaciones en 2010. El proyecto es lidereado por el profesor Pablo Padilla, Jaime Lobato, Fabián Sánchez e Iván Paz.
- En el Centro Mexicano para la Música y las Artes Sonoras (CMMAS), espacio para la realización de proyectos que involucran tecnologías y música. En 2017, se realiza aquí la Conferencia Internacional de Live Coding (ICLC).[18]

En el 2020, se realizan diversos conciertos de live coding en vivo en espacios de realidad virtual, entre ellos, Fábrica VR creado por la artista Malitzin Cortés. Así como los espacio VR escritos con Three.js creados y autogestionados por PiranhaLab (MX) y el colectivo Tacacocoding (CR).
En el 2023 se imparte el taller Creación Audiovisual con Lenguajes de Programación en la UAM Lerma donde participaron diversos estudiantes. A partir de este taller se realizaron diversas sesiones de live coding en las instalaciones de la UAM Lerma y un concierto audiovisual en ensamble.

### Perú
La Comunidad de Live Coders - Perú es un grupo de practicantes que se encarga de difundir y organizar eventos de live coding. También se encuentra el Proyecto MUTAR, quienes realizan presentaciones de live coding en línea entre los eventos que organizan.

## Europa

### España
Lina Bautista, compositora residente en Barcelona, es una de las representantes de esta disciplina. En 2015, se fundó el grupo de trabajo de creación musical con software libre Live Code Mad en Madrid, que ha desarrollado su actividad en Medialab-Prado y La Ingobernable.
En 2019 se celebró en Madrid la 4.ª Conferencia Internacional de Live Coding, ICLC 2019, que anualmente reúne a los creadores más destacados de la cultura Live Coding. Fue la segunda ocasión en la que este evento se realizaba en Europa, tras la celebración de las anteriores ediciones en Reino Unido, Canadá o México. El ICLC 2019 contó con la participación de diversos agentes de la comunidad internacional de live coding, como Manifiesto del grupo TOPLAP de Estados Unidos, TOPLAP Node Yorkshire y TOPLAP Node North-East de Reino Unido, la Cybernetic Orchestra de Canadá, TOPLAP Node México o la propia Live Code Mad de España. El evento se desarrolló en las instalaciones de Medialab-Prado, la Nave de Terneras en Matadero Madrid y en la Escuela Municipal de Música y Danza María Dolores Pradera, organizando coloquios, talleres y diversas algoraves, una modalidad que apenas se había realizado en Madrid hasta ese momento.
Entre los impulsores del live coding en España se encuentran Lina Bautista, miembro de TOPLAP Barcelona trabajando en torno al Live Coding y Algoraves, la Orquesta del Caos, donde aborda la música experimental y el arte sonoro, y Sons de Barcelona, para la divulgación de las posibilidades de la tecnología aplicada al sonido; el artista, músico informático y educador Jesús Jara, coordinador de Live Code Mad; y la educadora, artista visual y tecnóloga creativa Marta Verde, profesora asociada en el Berklee College of Music Valencia.

## Entornos
- SuperCollider
- Processing
- ChucK
- Csound
- Extempore
- TidalCycles
- Fluxus
- ixi lang
- Pure Data
- Sonic Pi
- Max
- Estuary[28]
- FoxDot
- Hydra
- Flok
- Seis8s
- CineViv0[29]

## Investigación
Algunos tópicos de investigación, individuales y colectivos son: música en red, etnografías, análisis desde el campo de la comunicación, casos de estudio, escritura de bibliotecas y lenguajes de programación personalizados. La Conferencia Internacional de Live Coding ha sido un espacio de publicación para investigadoras e investigadores en Latinoamérica. 